# Swedish Dicks
Swedish Dicks est une web-série américano-suédoise créée par Peter Stormare, Glenn Lund, Peter Settman et Andrew Lowery. L'intrigue suit deux détectives privés suédois sans licence essayant de gagner leur vie à Los Angeles. La série a été diffusée la première fois le 2 septembre 2016 sur le service de Vidéo à la demande suédois Viaplay en tant que première production originale. Aux États-Unis, la série a été diffusée la première fois le 9 août 2017 sur la chaîne de télévision Pop, en plus d'être distribuée dans le monde entier par la société américaine Lionsgate Television. En octobre 2016, la série a été renouvelée pour une seconde saison qui fut distribuée à partir du 25 décembre 2017 en Europe du Nord, et en 2018 aux États-Unis.

## Synopsis
Ingmar Andersson (Peter Stormare), un ancien cascadeur, travaille en tant que détective privé à Los Angeles. Sa vie croise le chemin d'Axel Kruse (Johan Glans), un DJ en difficulté. Après avoir abandonné sa carrière de DJ, il décide de rejoindre Ingmar pour devenir associé de son cabinet de détective, "Swedish Dick", qui s'appelle désormais "Swedish Dicks". Ensemble, ils résolvent diverses affaires en compétition avec la rivale de longue date d'Ingmar, et propriétaire de la meilleure société d'enquête de Los Angeles, Jane McKinney (Traci Lords). Axel tente également de découvrir le passé d'Ingmar et les circonstances de sa retraite de cascadeur.

## Production

### Développement
Peter Stormare a conçu Swedish Dicks en 2014 en commençant à écrire le scénario de ce qui devait devenir un drame d'une heure. Quand il montra le script à Peter Settman, il lui suggéra qu'il était préférable que ça soit une série. Stormare a été inspiré par ses vrais amis, un ancien militaire et un ancien cascadeur, qui sont réellement devenus détectives privés.

### Attribution des rôles
La série a été annoncée la première fois en novembre 2015 avec Peter Stormare et Johan Glans comme rôles confirmés,. En mars 2016, il a été annoncé que Keanu Reeves et Traci Lords avait rejoint l'équipe. Stormare a confirmé qu'il avait écrit le rôle de Jane McKinney avec Traci Lords à l'esprit qu'il n'avait jamais rencontré mais dont il sentait une connexion. Lords a décrit Jane comme le genre de femme qui aime jouer avec les hommes et utiliser sa féminité, en croyant en même temps qu'elle a définitivement "la plus grosse" de la pièce.

## Distribution
- Peter Stormare (VF : Philippe Résimont) : Ingmar Andersson
- Johan Glans (VF : Sébastien Hebrant) : Axel Kruse, Axel Magnus Enström
- Vivian Bang (VF : Maia Baran) : Sun
- Felisha Cooper (VF : Mélanie Dermont) : Sarah Andersson, la fille d'Ingmar
- Keanu Reeves (VF : Jean-Pierre Michael) : Tex Johnson
- Traci Lords (VF : Colette Sodoyez) : Jane McKinney

## Épisodes

### Saison 1 (2016)
| # | Titre | Réalisation   | Scénario      | Première diffusion |
| --- | --- | ------------- | ------------- | ------------------ |
| 1 | Quand Ingmar rencontre Axel (When Ingmar Met Axel)                                                                          | Peter Settman | Andrew Lowery | 2 septembre 2016   |
| Ingmar (Peter Stormare) est un ancien cascadeur reconverti en détective privé à Los Angeles. Il risque de perdre son entreprise de détective s'il ne rembourse pas sa dette. Après avoir échoué à résoudre sa dernière affaire, il est embauché par Theodore (Brando Eaton), un jeune DJ, pour retrouver l'ordinateur portable qu'on lui a volé. Son enquête le mène vers un ancien DJ célèbre, Axel (Johan Glans). Après avoir sympathisé dans un bar et avoir raccompagné un Axel ivre dans sa chambre d'hôtel, Ingmar profite de ce qu'il est endormi pour lui subtiliser l'ordinateur et aller le rendre à Thedore. and returns it to Theodore. Cependant, il découvre vite que Theodore est un barman embauché par un propriétaire de club, Tony (Julio Oscar Mechoso), pour voler la musique d'Axel. | |               |               |                    |
| 2 | Des aveugles qui conduisent des aveugles (The Blind Leading the Blind)                                                      | Peter Settman | Andrew Lowery | 2 septembre 2016   |
| Après être devenus détectives associés, Ingmar emmène son nouveau collègue, Axel, sur un stand de tir où ils rencontrent Jane McKinney (Traci Lords), rivale d'Ingmar et fondatrice de la plus grosse entreprise de détectives privés de Los Angeles. Ingmar parie avec Jane qu'il peut rendre Axel meilleur tireur qu'aucun des employés de celle-ci en une semaine. Pendant ce temps, les "Dicks" sont engagés par un aveugle, Jeff (Bruce Nozick), qui veut savoir si son épouse lui est infidèle. Axel fait la connaissance de la fille d'Ingmar, Sarah (Felisha Cooper). | |               |               |                    |
| 3 | Les aventures de l'homme d'entretien et du préposé aux plantes (The Very Brief Adventures of Maintenance Guy and Plant Man) | Peter Settman | Andrew Lowery | 9 septembre 2016   |
| Dan (Josh Daugherty), le patron d'une agence de pub, a des soupçons sur l'identité de la personne qui vole et revend les idées de son entreprise. L'affaire se complique lorsqu'on retrouve Dan, victime d'un suicide. | |               |               |                    |
| 4 | Secte et cætera (Let's Talk About Cults)                                                                                    | Jon Holmberg  | Andrew Lowery | 9 septembre 2016   |
| Ingmar est hanté par le fantôme de Tex (Keanu Reeves), son ancien ami et partenaire cascadeur. Pendant ce temps, Axel travaille sur l'affaire du moment : un couple de femmes (Musetta Vander and Laney Fichera) recherche Rachel (Ashley St. George), leur fille qui a disparu et qui a rejoint une secte. Axel trouve le gourou de ce "culte", Sam (Taylor Nichols), et prétend vouloir rejoindre la secte. | |               |               |                    |
| 5 | Hurle comme le grand méchant loup (Howl Like a Big Dog)                                                                     | Jon Holmberg  | Andrew Lowery | 16 septembre 2016  |
| Une actrice pornographique, Taylor Slow (Jane Levy), engage les duo afin d'attraper son harceleur. Axel tente d'infiltrer la boîte de Jane McKinney pendant qu'Ingmar aide Sarah à vérifier les antécédents de son nouveau petit ami. | |               |               |                    |
| 6 | Les contes de la cassette (Tale of the Tapel)                                                                               | Jon Holmberg  | Andrew Lowery | 23 septembre 2016  |
| Axel décide de stopper les antidépresseurs sans prévenir son médecin, ce qui provoque des effets secondaires. Avec Ingmard, ils trouvent le caméraman qui, selon eux, a filmé les coulisses du tournage de Blood Curse 2. Il est prêt à leur donner une copie des images à une seule condition : qu'ils le tuent. Pendant ce temps, Anne (Carolyn Hennesy) , la propriétaire d'un cimetière pour animaux de compagnie, embauche le duo pour enquêter sur Carl (Eric Normington), son concurrent qui use apparemment de pratiques illégales. | |               |               |                    |
| 7 | La malédiction de la malédiction nord-coréenne (The Curse of the North Korean Curse)                                        | Jon Holmberg  | Andrew Lowery | 30 septembre 2016  |
| Ingmar trouve un moyen d'obtenir une grosse somme d'argent en fréquentant une salle de poker, pour qu'il puisse acheter une voiture à l'homme qu'il soupçonne d'avoir tué son ami Tex. Pendant ce temps, Axel essaye de se faire des amis à Los Angeles et il finit par traîner avec Sarah. | |               |               |                    |
| 8 | Rentrée des classes (Back to School)                                                                                        | Peter Settman | Andrew Lowery | 7 octobre 2016     |
| Ingmar tente d'organiser une rencontre avec Dimitri (Carlo Rota), un chef de la mafia russe qui vend des voitures volées et surtout qu'il suspecte d'être le meurtrier de son ami Tex quelques années plus tôt. Pendant ce temps, Axel est embauché par une star de cinéma, (Chip Sickler), pour enquêter sur un cas de cyberharcèlement sur sa fille. | |               |               |                    |
| 9 | Où on en apprend un peu plus sur Tex (There’s Something About Tex)                                                          | Jon Holmberg  | Andrew Lowery | 14 octobre 2016    |
| Ingmar et Axel sont recrutés par Jack (Anthony LaPaglia), un éleveur de moutons australien, sa fille Sheila (Katherine Wallace) et son fils (Josh Harp), pour récupérer son bélier volé nommé Russell Crowe. | |               |               |                    |
| 10 | À bientôt, mon saligaud (See You Later, Alligator)                                                                          | Jon Holmberg  | Andrew Lowery | 14 octobre 2016    |
| Le passé d'Ingmar le rattrape et met en péril Sarah. Il décide alors de quitter l'Amérique et de retourner en Suède pour mettre sa fille à l'abri. Mais la donne change lorsqu'elle embauche Axel et Sun pour résoudre un cas très personnel. | |               |               |                    |

### Saison 2 (2017)
| # | Titre                                                          | Réalisation        | Scénario                       | Première diffusion |
| --- | -------------------------------------------------------------- | ------------------ | ------------------------------ | ------------------ |
| 1 | Un voleur parmi nous (A Thief Among Us)                        | Peter Settman      | Per Gavatin                    | 25 décembre 2017   |
| Ingmar veut que les Dicks deviennent légitimes et demandent des licences de détectives privés, mais cela crée des problèmes d'immigration inattendus pour Axel. Pendant ce temps, Elvis (Joe Hursley), Robin Hood (Joe Sofranko), le touriste Français Jean (Terence Leclere) et le monstre de Frankenstein leur demandent d'attraper un voleur sur Hollywood Boulevard. |                                                                |                    |                                |                    |
| 2 | Kaléidoscope (Dial M for Medium)                               | Peter Settman      | Chris Hazzard, Michael Fontana | 25 décembre 2017   |
| Quand Sarah présente son amie de classe de yoga, Eve (Stephanie Koenig), aux deux détectives, Axel est enchanté ; mais il essaie de rester "strictement" professionnel au moins jusqu'à ce qu'ils résolvent le cas impliquant Eve, sa mère et un médium. |                                                                |                    |                                |                    |
| 3 | Dans la gueule du Lou (It Had to Be Lou)                       | Peter Settman      | Tim Meltreger                  | 1er janvier 2018   |
| Les Dicks rendent visite à un client mystère en prison qui leur demande d'aider son ami qui a été arrêté pour un meurtre qu'il n'a pas commis. En même temps, Sun aide Axel avec son petit problème de Visa, par l'interpmédiaire du directeur funéraire Lou (J. P. Manoux).                                                                                             |                                                                |                    |                                |                    |
| 4 | Floyd qui ça ? (Floyd Cal Who)                                 | Peter Settman      | Tim Meltreger                  | 1er janvier 2018   |
| Lorsque le créateur d'une application de rencontres se rend compte que son application est enfin en train de se faire connaître, il demande au duo de l'aider à trouver et arrêter le tueur à gages qu'il a embauché pour se tuer lorsqu'il touchait le fond. |                                                                |                    |                                |                    |
| 5 | Deux privés entrent dans un bar (Two Dicks Walk Into a Bar)    | Andreas Lindergard | Chris Hazzard, Michael Fontana | 8 janvier 2018     |
| Les Dicks sont prêts à faire n'importe quoi, même du stand up, pour trouver la personne qui semble être prête à tuer pour une blague. |                                                                |                    |                                |                    |
| 6 | Derrière les barreaux (Behind Bars)                            | Peter Settman      | Per Gavatin                    | 8 janvier 2018     |
| Tex parvient à monter les Dicks contre Jane McKinney, ce qui (selon lui) devrait l'amener à découvrir qui aide les prisonniers. Axel est infiltré en tant que détenu au sein de l'établissement carcéral mais Jane est sur ses pas… |                                                                |                    |                                |                    |
| 7 | Les Zombidicks (Dawn of the Dicks)                             | Andreas Lindergard | Tim Meltreger                  | 14 janvier 2018    |
| Les Dicks vont être infiltrés comme figurants sur le tournage d'un film de zombies bon marché pour trouver un homme kidnappé. Pendant qu'ils sont dehors, Sun et Sarah prennent leur propre cas, quand Teddy (Beth Triffon) entre dans le bureau et leur fait savoir que son cousin a été volé.                                                                          |                                                                |                    |                                |                    |
| 8 | Le FBI Suédois (The Swedish FBI)                               | Peter Settman      | Per Gavatin                    | 14 janvier 2018    |
| Lorsque SÄPO (la version suédoise, désastreuse du FBI) se joint aux Dicks pour une opération d'infiltration visant à renverser un sale consul général, une série d'événements imprévisibles et super étranges se produisent. |                                                                |                    |                                |                    |
| 9 | La journée filles (Girls Day!)                                 | Peter Stormare     | Chris Hazzard, Michael Fontana | 21 janvier 2018    |
| Jane connaît le statut d'immigration d'Axel et force les Dicks à attraper le mafieux le plus recherché d'Omaha pour elle. Alors que Sun utilise son charme nord-coréen pour aider Sarah à surmonter son ex. |                                                                |                    |                                |                    |
| 10 | Jusqu'à ce que les Dicks nous séparent (Till Dicks Do Us Part) | Peter Settman      | Tim Meltreger                  | 21 janvier 2018    |
| Avec Tex comme saxophoniste, Sun comme coordinateur et Lou comme officiant, le cadre du mariage d'Axel et Eve est presque idéal. Mais qu'est-ce qui se passe comme prévu dans le monde des Dicks ? |                                                                |                    |                                |                    |

## Diffusion
Les deux premiers épisodes de Swedish Dicks ont été diffusés la première fois le 2 septembre 2016 via le service de Vidéo à la demande suédois Viaplay. Plus tard dans le mois, il a été annoncé que la série avait été reprise par société américaine de production télévisuelle Lionsgate Television pour être distribuée dans le monde, et elle a été diffusée sur Pop à partir du 9 août 2017,,. En octobre 2016, la série a été renouvelée pour une seconde saison,. Il a été diffusé en décembre 2017 en Europe du Nord et en janvier 2018 aux États-Unis.

## Accueil
Swedish Dicks a reçu des critiques mitigées. Karolina Fjellborg de Aftonbladet a écrit: "Au départ, je craignais que cette série ne soit plus idiote que drôle, mais je me suis vite rendu compte que c'était en fait les deux - et cela fonctionne". Pål Nisja Wilhelmsen de SIDE3 a trouvé le premier épisode "terriblement faible" mais a souligné que "les deux rôles principaux ont une bonne alchimie, et le scénario leur donne de la place pour des plaisanteries amicales". Il a ajouté que la série est "assez divertissante, mais n'est probablement pas un classique". Roger Wilson de Sveriges Radio a écrit que Swedish Dicks est "une de ces étranges productions suédoises, où vous pensez que vous n'avez besoin d'aucun acte ou blague si vous le réglez simplement aux États-Unis et ajoutez des apparitions de Traci Lords et Keanu Reeves. Ça va un peu mieux quand Traci Lords est disciplinée, elle peut au moins comprendre qu'elle fait partie d'une série burlesque".